# Lega Basket Serie A 2023-24
La Serie A 2023-24, conocida por motivos de patrocinio como Serie A UnipolSai fue la edición número 102 de la Lega Basket Serie A, la máxima competición de baloncesto de Italia. La temporada regular comenzará el 1 de octubre de 2023, y finalizó con los playoffs en junio de 2024. El campeón fue el EA7 Emporio Armani Milano, que lograba así su trigésimo primer título.

## Equipos

### Ascensos y descensos
La temporada 2022-23 trajo consigo los descensos del Pallacanestro Trieste 2004 y el Scaligera Basket Verona a la Serie A2, de la que ascendieron para la presente temporada el Guerino Vanoli Basket y el Pistoia Basket 2000.

### Equipos y localización
| Equipo                     | Sede          | Pabellón            | Capacidad |
| -------------------------- | ------------- | ------------------- | --------- |
| Happy Casa Brindisi        | Brindisi      | PalaPentassuglia    | 3,534     |
| Banco di Sardegna Sassari  | Sassari       | PalaSerradimigni    | 5,000     |
| Bertram Derthona Tortona   | Tortona       | Pala OltrePo        | 1,800     |
| Carpegna Prosciutto Pesaro | Pesaro        | Adriatic Arena      | 10,323    |
| Dolomiti Energia Trentino  | Trento        | BLM Group Arena     | 4,360     |
| Germani Brescia            | Brescia       | PalaLeonessa        | 5,200     |
| Gevi Napoli                | Nápoles       | PalaBarbuto         | 5,500     |
| EA7 Emporio Armani Milano  | Milán         | Mediolanum Forum    | 12,700    |
| Nutribullet Treviso Basket | Treviso       | PalaVerde           | 5,134     |
| UNAHOTELS Reggio Emilia    | Reggio Emilia | PalaBigi            | 4,530     |
| Scafati Basket             | Scafati       | PalaMangano         | 3,700     |
| Pistoia Basket 2000        | Pistoia       | PalaCarrara         | 3,916     |
| Guerino Vanoli Basket      | Cremona       | PalaRadi            | 3,519     |
| Openjobmetis Varese        | Varese        | Enerxenia Arena     | 5,100     |
| Umana Reyer Venezia        | Venecia       | Palasport Taliercio | 3,506     |
| Virtus Segafredo Bologna   | Bolonia       | Virtus Arena        | 9,700     |

## Temporada regular

### Clasificación
Actualizada al 5 de mayo de 2024.
| Pos. | Equipo                            | PJ | G  | P  | PF   | PC   | DP   | Pts | Clasificación              |
| ---- | --------------------------------- | -- | -- | -- | ---- | ---- | ---- | --- | -------------------------- |
| 1    | Segafredo Virtus Bologna          | 30 | 22 | 8  | 2668 | 2305 | +363 | 52  | Clasificados para Playoffs |
| 2    | AX Armani Exchange Milano         | 30 | 22 | 8  | 2412 | 2235 | +177 | 52  | Clasificados para Playoffs |
| 3    | Germani Basket Brescia            | 30 | 21 | 9  | 2618 | 2353 | +265 | 51  | Clasificados para Playoffs |
| 4    | Umana Reyer Venezia               | 30 | 19 | 11 | 2488 | 2356 | +132 | 49  | Clasificados para Playoffs |
| 5    | UNAHOTELS Reggio Emilia           | 30 | 16 | 14 | 2403 | 2406 | −3   | 46  | Clasificados para Playoffs |
| 6    | Pistoia Basket 2000               | 30 | 15 | 15 | 2432 | 2514 | −82  | 45  | Clasificados para Playoffs |
| 7    | Dolomiti Energia Trento           | 30 | 15 | 15 | 2498 | 2557 | −59  | 45  | Clasificados para Playoffs |
| 8    | Bertram Derthona Basket           | 30 | 14 | 16 | 2411 | 2378 | +33  | 44  | Clasificados para Playoffs |
| 9    | GeVi Napoli                       | 30 | 14 | 16 | 2587 | 2613 | −26  | 44  |                            |
| 10   | Banco di Sardegna Sassari         | 30 | 14 | 16 | 2394 | 2482 | −88  | 44  |                            |
| 11   | Guerino Vanoli Basket             | 30 | 12 | 18 | 2406 | 2389 | +17  | 42  |                            |
| 12   | Scafati Basket                    | 30 | 12 | 18 | 2481 | 2626 | −145 | 42  |                            |
| 13   | NutriBullet Treviso               | 30 | 12 | 18 | 2434 | 2545 | −111 | 42  |                            |
| 14   | Openjobmetis Varese               | 30 | 12 | 18 | 2618 | 2702 | −84  | 42  |                            |
| 15   | Carpegna Prosciutto Basket Pesaro | 30 | 10 | 20 | 2417 | 2626 | −209 | 40  | Descenso a Serie A2        |
| 16   | Happy Casa Brindisi               | 30 | 10 | 20 | 2275 | 2455 | −180 | 40  | Descenso a Serie A2        |

 Fuente: LBA

### Playoffs
|  | Cuartos de final | Cuartos de final          | Cuartos de final | Cuartos de final          | Cuartos de final | Cuartos de final | Cuartos de final |                        |     | Semifinales              | Semifinales | Semifinales | Semifinales | Semifinales | Semifinales | Semifinales |  |   | Final                    | Final | Final | Final | Final | Final | Final | Final | Final |  |
|  |                  |                           |                  |                           |                  |                  |                  |                        |     |                          |             |             |             |             |             |             |  |   |                          |       |       |       |       |       |       |       |       |  |
|  |                  |                           |                  |                           |                  |                  |                  |                        |     |                          |             |             |             |             |             |             |  |   |                          |       |       |       |       |       |       |       |       |  |
|  | 1                | Segafredo Virtus Bologna  | 92               | 83                        | 81               | 75               | 92               |                        |     |                          |             |             |             |             |             |             |  |   |                          |       |       |       |       |       |       |       |       |  |
|  | 1                | Segafredo Virtus Bologna  | 92               | 83                        | 81               | 75               | 92               |                        |     |                          |             |             |             |             |             |             |  |   |                          |       |       |       |       |       |       |       |       |  |
|  | 8                | Bertram Derthona Basket   | 80               | 77                        | 91               | 82               | 63               |                        |     |                          |             |             |             |             |             |             |  |   |                          |       |       |       |       |       |       |       |       |  |
|  | 8                | Bertram Derthona Basket   | 80               | 77                        | 91               | 82               | 63               |                        | 1   | Segafredo Virtus Bologna | 103         | 79          | 73          | 96          |             |             |  |   |                          |       |       |       |       |       |       |       |       |  |
|  |                  |                           |                  |                           |                  |                  |                  |                        | 1   | Segafredo Virtus Bologna | 103         | 79          | 73          | 96          |             |             |  |   |                          |       |       |       |       |       |       |       |       |  |
|  |                  |                           | 4                | Umana Reyer Venezia       | 89               | 78               | 78               | 79                     |     |                          |             |             |             |             |             |             |  |   |                          |       |       |       |       |       |       |       |       |  |
|  | 4                | Umana Reyer Venezia       | 4                | Umana Reyer Venezia       | 89               | 78               | 78               | 79                     | 74  | 83                       | 66          | 95          | 83          |             |             |             |  |   |                          |       |       |       |       |       |       |       |       |  |
|  | 4                | Umana Reyer Venezia       |                  |                           |                  |                  |                  |                        |     |                          |             | 95          | 83          |             |             |             |  |   |                          |       |       |       |       |       |       |       |       |  |
|  | 5                | UNAHOTELS Reggio Emilia   | 82               | 75                        | 78               | 92               | 67               |                        |     |                          |             |             |             |             |             |             |  |   |                          |       |       |       |       |       |       |       |       |  |
|  | 5                | UNAHOTELS Reggio Emilia   | 82               | 75                        | 78               | 92               | 67               |                        |     |                          |             |             |             |             |             |             |  | 1 | Segafredo Virtus Bologna | 75    | 72    | 78    | 73    |       |       |       |       |  |
|  |                  |                           |                  |                           |                  |                  |                  |                        |     |                          |             |             |             |             |             |             |  | 1 | Segafredo Virtus Bologna | 75    | 72    | 78    | 73    |       |       |       |       |  |
|  |                  |                           | 2                | AX Armani Exchange Milano | 86               | 64               | 81               | 85                     |     |                          |             |             |             |             |             |             |  |   |                          |       |       |       |       |       |       |       |       |  |
|  | 3                | Germani Basket Brescia    | 2                | AX Armani Exchange Milano | 86               | 64               | 81               | 85                     | 79  | 97                       | 98          |             |             |             |             |             |  |   |                          |       |       |       |       |       |       |       |       |  |
|  | 3                | Germani Basket Brescia    |                  |                           |                  |                  |                  |                        |     |                          |             |             |             |             |             |             |  |   |                          |       |       |       |       |       |       |       |       |  |
|  | 6                | Pistoia Basket 2000       | 70               | 75                        | 77               |                  |                  |                        |     |                          |             |             |             |             |             |             |  |   |                          |       |       |       |       |       |       |       |       |  |
|  | 6                | Pistoia Basket 2000       | 70               | 75                        | 77               |                  | 3                | Germani Basket Brescia | 89  | 66                       | 86          |             |             |             |             |             |  |   |                          |       |       |       |       |       |       |       |       |  |
|  |                  |                           |                  |                           |                  |                  |                  | Germani Basket Brescia | 89  | 66                       | 86          |             |             |             |             |             |  |   |                          |       |       |       |       |       |       |       |       |  |
|  |                  |                           | 2                | AX Armani Exchange Milano | 95               | 77               | 96               |                        |     |                          |             |             |             |             |             |             |  |   |                          |       |       |       |       |       |       |       |       |  |
|  | 2                | AX Armani Exchange Milano | 2                | AX Armani Exchange Milano | 95               | 77               | 96               | 84                     | 104 | 83                       | 87          |             |             |             |             |             |  |   |                          |       |       |       |       |       |       |       |       |  |
|  | 2                | AX Armani Exchange Milano |                  |                           |                  |                  |                  |                        |     |                          |             |             |             |             |             |             |  |   |                          |       |       |       |       |       |       |       |       |  |
|  | 7                | Dolomiti Energia Trento   | 85               | 93                        | 68               | 69               |                  |                        |     |                          |             |             |             |             |             |             |  |   |                          |       |       |       |       |       |       |       |       |  |
|  | 7                | Dolomiti Energia Trento   | 85               | 93                        | 68               | 69               |                  |                        |     |                          |             |             |             |             |             |             |  |   |                          |       |       |       |       |       |       |       |       |  |
|  |                  |                           |                  |                           |                  |                  |                  |                        |     |                          |             |             |             |             |             |             |  |   |                          |       |       |       |       |       |       |       |       |  |

## Estadísticas
Hasta el 5 de mayo de 2024.
| Rank | Nombre            | Equipo                 | PPP  |
| ---- | ----------------- | ---------------------- | ---- |
| 1.   | Niccolò Mannion   | Pallacanestro Varese   | 20.3 |
| 2.   | Olivier Hanlan    | Pallacanestro Varese   | 18.7 |
| 3.   | Charlie Moore     | Pistoia Basket 2000    | 17.4 |
| 4.   | Langston Galloway | Pallacanestro Reggiana | 16.9 |
| 5.   | Xavier Sneed      | Happy Casa Brindisi    | 16.2 |

| Rank | Nombre            | Equipo                   | APP |
| ---- | ----------------- | ------------------------ | --- |
| 1.   | Tyler Ennis       | GeVi Napoli              | 6.7 |
| 2.   | Niccolò Mannion   | Pallacanestro Varese     | 6.6 |
| 3.   | Andrea Cinciarini | Victoria Libertas Pesaro | 6.4 |
| 4.   | Gerald Robinson   | Scafati Basket           | 6.0 |
| 5.   | Charlie Moore     | Pistoia Basket 2000      | 5.3 |

| Rank | Nombre         | Equipo                  | RPP |
| ---- | -------------- | ----------------------- | --- |
| 1.   | Derek Ogbeide  | Pistoia Basket 2000     | 8.6 |
| 1.   | Miro Bilan     | Basket Brescia Leonessa | 8.1 |
| 3.   | Skylar Spencer | Pallacanestro Varese    | 8.1 |
| 4.   | Tariq Owens    | GeVi Napoli             | 7.0 |
| 5.   | Pauly Paulicap | Universo Treviso Basket | 7.0 |

| Rank | Nombre          | Equipo                  | VPP  |
| ---- | --------------- | ----------------------- | ---- |
| 1.   | Niccolò Mannion | Pallacanestro Varese    | 21.6 |
| 2.   | Miro Bilan      | Basket Brescia Leonessa | 19.3 |
| 3.   | Tyler Ennis     | GeVi Napoli             | 18.8 |
| 4.   | Xavier Sneed    | New Basket Brindisi     | 18.6 |
| 5.   | Rayjon Tucker   | Reyer Venezia           | 18.0 |

## Premios

### Temporada regular

#### Mejor jugador de la jornada
| Jor. | Jugador             | Equipo                    | Val. | Ref.   |
| ---- | ------------------- | ------------------------- | ---- | ------ |
| 1    | Willie Cauley-Stein | Openjobmetis Varese       | 27   | [ 16 ] |
| 2    | Tariq Owens         | GeVi Napoli               | 36   | [ 17 ] |
| 3    | David Logan         | Scafati Basket            | 23   | [ 18 ] |
| 4    | Tornike Shengelia   | Virtus Bologna            | 27   | [ 19 ] |
| 5    | Langston Galloway   | Pallacanestro Reggiana    | 23   | [ 20 ] |
| 6    | Andrejs Gražulis    | Aquila Basket Trento      | 26   | [ 21 ] |
| 7    | Jacob Pullen        | Napoli Basket             | 34   | [ 22 ] |
| 8    | Olivier Hanlan      | Pallacanestro Varese      | 27   | [ 23 ] |
| 9    | Tomislav Zubčić     | Napoli Basket             | 34   | [ 24 ] |
| 10   | Kevin Hervey        | Pallacanestro Reggiana    | 39   | [ 25 ] |
| 11   | Payton Willis       | Pistoia Basket 2000       | 38   | [ 26 ] |
| 12   | Shavon Shields      | Olimpia Milano            | 30   | [ 27 ] |
| 13   | Niccolò Mannion     | Pallacanestro Varese      | 20   | [ 28 ] |
| 14   | Olivier Hanlan      | Pallacanestro Varese      | 33   | [ 29 ] |
| 15   | Michał Sokołowski   | Napoli Basket             | 21   | [ 30 ] |
| 16   | Nicolò Melli        | Olimpia Milano            | 36   | [ 31 ] |
| 17   | Kyle Weems          | Derthona Basket           | 18   | [ 32 ] |
| 18   | Niccolò Mannion (2) | Pallacanestro Varese      | 33   | [ 33 ] |
| 19   | Shavon Shields (2)  | Olimpia Milano            | 10   | [ 34 ] |
| 20   | Rayjon Tucker       | Reyer Venezia             | 24   | [ 35 ] |
| 21   | Markel Brown        | Napoli Basket             | 39   | [ 36 ] |
| 22   | Amedeo Della Valle  | Pallacanestro Brescia     | 33   | [ 37 ] |
| 23   | Ousmane Diop        | Banco di Sardegna Sassari | 36   | [ 38 ] |
| 24   | Marco Belinelli     | Virtus Bologna            | 21   | [ 39 ] |
| 25   | Ryan Hawkins        | Pistoia Basket            | 21   | [ 40 ] |
| 26   | Daniel Hackett      | Virtus Bologna            | 21   | [ 41 ] |
| 27   | Jamar Smith         | Pallacanestro Reggiana    | 25   | [ 42 ] |
| 28   | Niccolò Mannion     | Pallacanestro Varese      | 34   | [ 43 ] |
| 29   | Andrea Cinciarini   | Victoria Libertas Pesaro  | 30   | [ 44 ] |
| 30   | Nikola Mirotić      | Olimpia Milano            | 27   | [ 45 ] |

#### Mejor jugador del mes
| Mes       | Jugador           | Equipo               | Ref.   |
| --------- | ----------------- | -------------------- | ------ |
| Octubre   | Tornike Shengelia | Virtus Bologna       | [ 46 ] |
| Noviembre | Tomislav Zubčić   | Napoli Basket        | [ 47 ] |
| Diciembre | Rayjon Tucker     | Reyer Venezia        | [ 48 ] |
| Enero     | Niccolò Mannion   | Pallacanestro Varese | [ 49 ] |
| Marzo     | Langston Galloway | Happy Casa Brindisi  | [ 50 ] |
| Abril     | Niccolò Mannion   | Pallacanestro Varese | [ 51 ] |